# Cerverí de Girona

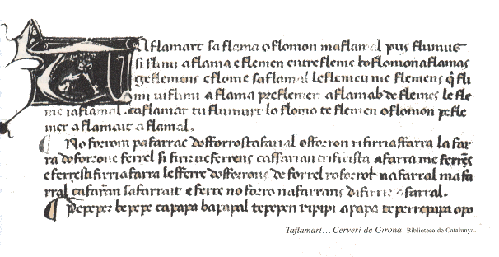
Taflamart, eine okzitanische Dichtung mit Geheimsprache von Cerverí.

Cerverí de Girona (sərβəˈɾi ðə ʒiˈɾonə) (* 1259 in Girona als Guillem de Cervera; † 1285) war ein katalanischer Trobador.
Cerverí de Girona war einer der aktivsten Trobadors, von dem 114 Dichtungen (und einige andere Werke) bis heute überliefert sind. Ein ensenhamen von Sprichwörtern für seinen Sohn wird außerdem für sein Werk gehalten, sodass man sogar von 130 Werken insgesamt ausgeht. Musik von Cerverí ist nicht erhalten geblieben.
Cerverí schrieb Pastorelas und sirventes. Er war Dichter am Hof von Jakob I. dem Eroberer und Peter III. dem Großen. Sein vorrangiges Interesse war die Komplexität des Hoflebens.
Cerverí wurde während einiger Zeit am Hof von Hugo IV. und Heinrich II. von Rodez protegiert und weilte 1269 in Spanien, wo man ihn im Gefolge des Prinzen und späteren König Peter finden konnte. Mit anderen Trobadors wie Folquet de Lunel und Dalfinet ging er mit Peter nach Toledo. Am 26. April in Riello (in der Nähe von Cuenca) bekam er einen Solidus für seine Dienste. Seine Cobla en sis lengatges („Dichtung auf sechs Sprachen“) imitierte das Metrum von Folquets Al bon rey q’es reys de pretz car oder Sordels Bel m’es ab motz leugiers a far.
Den Planh Si per tristor, per dol no per cossir vom 26. August 1276 schrieb Cerverí über den Tod Jakobs I. Der Trobador bittet die Jungfrau Maria um dasselbe Mitleid für Jakob, das er selbst am Ende zeigte. Das bezieht sich auf die Gründung der Merzedarier in Barcelona. Der Dichter Mathieu de Caersi schrieb einen anderen Planh für Jakob (Tant suy marritz que no.m puese alegrar), dessen Ton im Gegensatz zu persönlichen und intimen Dichtung Cerverís moralisierend und religiös ausfiel.